# Myrtina tchangsii
Myrtina tchangsii is een tweekleppigensoort uit de familie van de Lucinidae. De wetenschappelijke naam van de soort is voor het eerst geldig gepubliceerd in 2012 door Xu.